# تقيآباد كنكت (مقاطعة دلفان)
تقيآباد كنكت (بالفارسية: تقی‌آباد کن‌کت) هي قرية تقع في قسم ايتيوند الشمالي الريفي (مقاطعة دلفان) في إيران. يقدر عدد سكانها بـ 194 نسمة .